# Adrián Ben
Adrián Ben Montenegro (Viveiro, 4 agosto 1998) è un mezzofondista spagnolo.

## Palmarès
| Anno | Manifestazione              | Sede          | Evento          | Risultato  | Prestazione | Note                                     |
| ---- | --------------------------- | ------------- | --------------- | ---------- | ----------- | ---------------------------------------- |
| 2015 | Mondiali allievi            | Cali          | 2000 m siepi    | 6º         | 5'45"59     | Miglior prestazione personale            |
| 2016 | Mondiali juniores           | Bydgoszcz     | 1500 m piani    | Batteria   | 3'47"88     |                                          |
| 2017 | Mondiali di corsa campestre | Kampala       | Under 20        | 74º        | 27'15"      |                                          |
| 2017 | Europei under 20            | Grosseto      | 1500 m piani    | Bronzo     | 3'57"32     |                                          |
| 2018 | Europei                     | Berlino       | 1500 m piani    | Batteria   | 3'42"81     |                                          |
| 2019 | Mediterraneo U23 indoor     | Miramas       | 1500 m piani    | Oro        | 3'46"34     |                                          |
| 2019 | Europei indoor              | Glasgow       | 1500 m piani    | Batteria   | 3'48"24     |                                          |
| 2019 | Europei under 23            | Gävle         | 1500 m piani    | Batteria   | 3'47"78     |                                          |
| 2019 | Mondiali                    | Doha          | 800 m piani     | 6º         | 1'45"58     |                                          |
| 2021 | Giochi olimpici             | Tokyo         | 800 m piani     | 5º         | 1'45"96     |                                          |
| 2022 | Mondiali                    | Eugene        | 800 m piani     | Batteria   | 1'46"71     |                                          |
| 2022 | Europei                     | Monaco        | 800 m piani     | Semifinale | 1'49"26     |                                          |
| 2022 | Europei di cross            | Venaria Reale | Staffetta mista | Argento    | 17'24"      |                                          |
| 2023 | Europei indoor              | Istanbul      | 800 m piani     | Oro        | 1'47"34     |                                          |
| 2023 | Mondiali                    | Budapest      | 800 m piani     | 4º         | 1'44"91     | Miglior prestazione personale stagionale |
| 2024 | Europei                     | Roma          | 800 m piani     | 6º         | 1'46"54     |                                          |
| 2024 | Giochi olimpici             | Parigi        | 800 m piani     | Batteria   | 1'45"03     |                                          |
| 2024 | Europei di cross            | Antalya       | Staffetta mista | 5º         | 18'27"      |                                          |
| 2025 | Mondiali indoor             | Nanchino      | 1500 m piani    | 6º         | 3'39"96     |                                          |